# Staurothele effigurata
Staurothele effigurata är en lavart som beskrevs av J. W. Thomson. Staurothele effigurata ingår i släktet Staurothele och familjen Verrucariaceae.   Inga underarter finns listade i Catalogue of Life.